# 笑喫茶☆つっちー
『笑喫茶☆つっちー』（しょうきっさ つっちー）は、2015年11月26日から2016年1月21日まで、Amazonプライム・ビデオで独占配信されていた、トーク番組・バラエティ番組、土田晃之の冠番組である。毎週木曜日更新。視聴にはAmazonプライム会員に登録する必要がある。

## 概要
- 土田晃之が昭和の佇まいな喫茶店笑喫茶☆つっちー喫茶店マスター務め、野呂佳代がバイトとして働いており、笑喫茶☆つっちーの隣にある演芸場レフカダ亭に出演するお笑い芸人（ゲスト）が常連客として訪れるという形式のトーク番組。笑喫茶☆つっちーの店内は1980年代の家電製品や漫画雑誌からなり、番組冒頭で土田がマニアックな昭和ネタを野呂に振ることが定番になっている。
- 番組は、笑喫茶☆つっちー内でのトークと、レフカダ亭でのゲスト芸人のネタ見せからなり、番組の最後には前説として太田プロの若手芸人のネタ見せがある。

## 出演者
MC
- 土田晃之 -  「笑喫茶☆つっちー」マスター役[3]

アシスタント
- 野呂佳代 - 「笑喫茶☆つっちー」看板娘（バイト）役[3]

## ゲスト

### 2015年
| # | 配信開始日 | ゲスト         | 前説芸人             |
| - | ---------- | -------------- | -------------------- |
| 1 | 11月26日   | ダチョウ倶楽部 | 末吉くん             |
| 2 | 11月26日   | バイきんぐ     | パークアンドパークス |
| 3 | 12月3日    | U字工事        | ブラックパイナーSOS  |
| 4 | 12月10日   | デンジャラス   | ギャルズ             |
| 5 | 12月17日   | 我が家         | ノーガァード         |
| 6 | 12月24日   | アルコ&ピース  | アイデンティティ     |
| 7 | 12月31日   | ナイツ         | 火災報知器           |

### 2016年
| #  | 配信開始日 | ゲスト                 | 前説芸人     |
| -- | ---------- | ---------------------- | ------------ |
| 8  | 1月7日     | サンドウィッチマン     | ヴィンテージ |
| 9  | 1月14日    | 安田大サーカス         | ぐりんぴーす |
| 10 | 1月21日    | インスタントジョンソン | 神宮寺しし丸 |

## スタッフ
- 企画・プロデュース：LEFKADA
- 構成：白川安彦
- 美術：竹内正典
- 演出・プロデューサー：長谷川恭正
- 制作著作：RIRE.inc